# Estación Iyohirano
La estación Iyohirano (伊予平野駅 Iyohirano-eki?) es una estación de la línea Yosan de la Japan Railways que se encuentra en la ciudad de Ōzu de la prefectura de Ehime. El código de estación es el "U16".

## Estación de pasajeros
Cuenta con dos plataformas, entre las cuales se encuentran las vías. Cada plataforma cuenta con un andén (andenes 1 y 2).
La estación no cuenta con un edificio ni tampoco personal. Pero la venta de pasajes a destinos cercanos está terciarizada.

### Andenes
| 1 | ● Línea Yosan | Hacia Yawatahama y Uwajima (los servicios rápidos no se detienen)                                        |
| 2 | ● Línea Yosan | Hacia Ōzu, Uchiko, Iyo, Matsuyama, Hōjō, Imabari, Nyūgawa y Saijo (los servicios rápidos no se detienen) |

## Historia
- 1936: el 19 de septiembre se inaugura la estación.
- 1987: el 1° de abril pasa a ser una estación de la división Ferrocarriles de Pasajeros de Shikoku de la Japan Railways.

## Estación anterior y posterior
- Línea Yosan 
  - Estación Nishiōzu (U15) << Estación Iyohirano (U16) >> Estación Senjō (U17)